# Бобслей на зимних Олимпийских играх 2002
Результаты соревнований по бобслею на Зимних Олимпийских играх 2002 года. Состязания проходили на трассе в Парк-Сити, и впервые в спуске приняли участие женщины (до сего момента олимпийская бобслейная программа была исключительно мужской).

## Мужские двойки
| Медаль  | Команда                                        | Время   |
| Золото  | Германия 1 (Кристоф Ланген / Маркус Циммерман) | 3:10.11 |
| Серебро | Швейцария 1 (Кристиан Райх / Стив Андерхуб)    | 3:10.20 |
| Бронза  | Швейцария 2 (Мартин Аннен / Беат Хефти)        | 3:10.62 |

Для Лангена и Циммерманна эти медали стали четвёртыми олимпийскими в карьере. Российские спортсмены заняли 15-е и 18-е места.

## Мужские четвёрки
| Медаль  | Команда                                                          | Время   |
| Золото  | Германия 2 (Андре Ланге, Энрико Кюн, Кевин Куске, Карстен Эмбах) | 3:07.51 |
| Серебро | США 1 (Тодд Хейз, Рэнди Джонс, Билл Шаффенхауэр, Гарретт Хайнс)  | 3:07.81 |
| Бронза  | США 2 (Брайан Шаймер, Майк Кон, Даг Шарп, Дэн Стил)              | 3:07.86 |

В этом виде, как и на прошлых Олимпиадах, традиционно доминировала сборная Германии. Команды России заняли 8-е и 16-е места.

## Женские двойки
| Медаль  | Команда                                        | Время   |
| Золото  | США 2 (Джилл Баккен / Вонетта Флауэрс)         | 1:37.76 |
| Серебро | Германия 1 (Сандра Прокофф / Ульрике Хольцнер) | 1:38.06 |
| Бронза  | Германия 2 (Зузи Эрдман / Николь Хершман)      | 1:38.29 |

Это было первое соревнование между женщинами. Зузи Эрдман до этого выступала в санном спорте, на зимних Олимпийских играх 1992 года в Альбервиле и 1994 года в Лиллехаммере уже выигрывала бронзовую и серебряную награды. Вонетта Флауэрс стала первой чернокожей спортсменкой в истории зимних Олимпийских игр, получившей золотую медаль. Сборная России заняла 8-е место.

## Статистика по медалям
| Место | Страна    | Золото | Серебро | Бронза | Всего |
| ----- | --------- | ------ | ------- | ------ | ----- |
| 1     | Германия  | 2      | 1       | 1      | 4     |
| 2     | США       | 1      | 1       | 1      | 3     |
| 3     | Швейцария | 0      | 1       | 1      | 2     |